# Diduga fulvicosta
Diduga fulvicosta là một loài bướm đêm thuộc phân họ Arctiinae, họ Erebidae.